# Atractus micheleae
Espèce
Atractus micheleae est une espèce de serpents de la famille des Dipsadidae.

## Répartition
Cette espèce est endémique du Venezuela. Elle se rencontre dans la cordillère de Mérida, dans les États de Mérida et de Táchira, entre 1 000 et 1 700 m d'altitude.

## Description
Atractus micheleae mesure jusqu'à 305 mm pour les mâles et jusqu'à 345 mm pour les femelles.

## Étymologie
Cette espèce est nommée en l'honneur de Michele Ataroff.

## Publication originale
- Esqueda & La Marca, 2005 : Revisión taxonómica y biogeográfica (con descripción de cinco nuevas especies) de serpientes del género Atractus (Colubridae: Dipsadinae) en los Andes de Venezuela. Herpetotropicos, vol. 2, no 1, p. 1-32 (texte intégral).